# 임창모
임창모(林昌模, 1868년 ~ 1909년 10월 12일)는 대한제국 시기의 의병장으로, 대한민국의 독립유공자이다.

## 생애
전라남도 보성 출신이다. 조양(兆陽) 林씨 22世孫으로 1868년 보성읍 우산리에서 태어났다. 
28세에 무과(武科)에 급제하여 중추원의관이 되었으나, 나라가 을사보호조약(1905)을 체결한 이후 혼란에 빠지자 공은 벼슬을 버리고 그 길로 동지를 규합하여 을사오적 척결에 나섰음. 그러나 이 일이 실패하고, 이 후 명성황후 시해사건이 발생하자 뜻한 바 있어 1906년 능주의 양회일 의병장의 진영에 중장군(호남창의소 중군도통장)으로서 친동생 연재와 함께 합류하였음. 여기에서 군량미 400석을 기증하고 의병들에게 쌍봉사와 중리산에서 사격술과 유격술을 지도해 전력을 증강시킴.
그리하여 마침내 그해 3월, 능주 군아와 일본 헌병분견소를 습격하였으며, 이로 인해 피포 되기에 이름. 광주로 압송 당한 공은 신문관의 갖은 고문에도 의기를 꺾지 않았다고 함. (일제가 기록한 『전남폭도사』에 기록이 현존해 있음)
당초에는 사형이 언도되었으나, 종신형으로 감형이 되고, 이어서 10년 유형으로 다시 감형되었으며, 마침내는 순종 즉위 기념으로 신안 지도(智島)에서 해배(解配)가 됨. 
이즈음 전라남도 보성(寶城) 일대에서 안규홍(安圭洪, 桂洪, 進士, 담살이)의 의진이 가장 성세를 이루고 있었다. 임창모는 해배 되자마자 다시 창의의 뜻을 품고 사재를 털고 전답을 팔아 보성군 용문면(현 보성군 용문리)로 이거, 안규홍의 의진에 입대하여 선봉장(先鋒將)으로 활동하였다. 당시 안규홍의 보성의진은 파청대첩(巴靑大捷)·진산대첩(眞山大捷)·원봉산(圓峰山) 전투 등에서 적극적인 공세를 취하여 의병운동사상 기념비적인 승리를 구가하였다.
6월 이후 임창모는 독립부대를 편성하여 안규홍 의진과 분진(分陣)하여 보성(寶城)을 거점으로 활동하였으며, 전성기에는 부하가 2∼3백 명에 이르기도 하였다. 고종황제의 의병대 해산령으로 전국의 모든 의병활동이 중지되었으나, 옛 동지를 모은 다음 의병장이 되어 정태화, 임학규를 좌우 선봉장으로 삼아 다시 본격 활동을 벌이게 되었음.
1909년 10월에 호남 지역에서 군과 경찰이 투입되는 대대적인 토벌 작전이 펼쳐졌다. 임창모는 보성군 복내면 묵석동 외딴집에서 첫째아들 임학규와 함께 있다가 정체가 발각되었고, 미촌(梶村)중위가 이끄는 토벌대에 의해 임창모, 임학규, 안찬재 등 8명이 저항하다 현장에서 장렬하게 전사함. 이 때 공의 나이는 44세였다. 
1963년에 건국훈장 독립장이 추서되었다.

## 참고 자료
- 임창모 : 독립유공자 공훈록 - 국가보훈처